# 池貝
株式会社池貝（いけがい）は、工作機械・産業機械の製造、子会社を通じてディーゼルエンジンの販売を行う機械メーカー。
戦前の五大工作機械メーカーの一つに数えられ日本の近代化を支えた老舗製造企業だったが、現在は中華民国（台湾）企業の「友嘉実業集団」傘下である。

## 概要

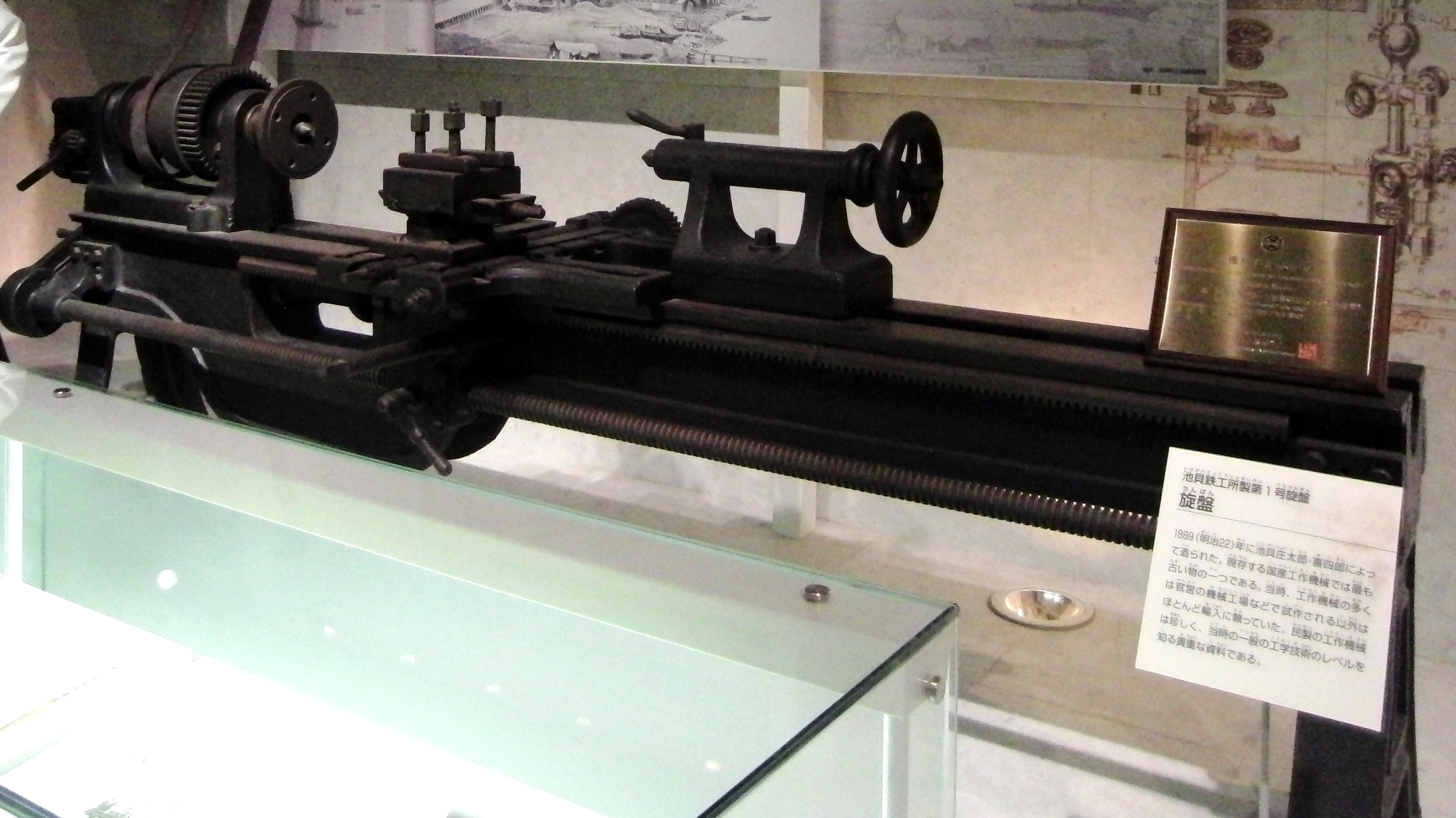
池貝鉄工所製第1号旋盤。機械遺産第53号。国立科学博物館の展示。

明治時代に日本の工作機械の父と言われた池貝庄太郎によって設立された老舗企業である。
国産初の旋盤、ディーゼルエンジン量産、最初期のNC加工工作機械製造など、日本近代製造業の歴史に名を刻む企業でもある。
かつては東証1部などの上場会社であったが1970年代以降、数度の経営不振、再建、中華人民共和国の上海電気集団総公司の傘下を経て現在は台湾の友嘉実業集団傘下の非上場会社となり、会長には上海電気出身の張春華が就任した。

## 沿革
- 1889年（明治22年）5月 - 池貝庄太郎が東京府芝区金杉川口町で池貝工場を創設し創業。同年末国産第一号の旋盤となる自家用英式9フィート旋盤を2台製造。当初の業務は主に部品加工であり田中工場の下請けをしていた。
- 1890年（明治23年）8月　-　東京府芝区柴井町に工場移転。部品加工のほか織物の艶出しロール機を製作。
- 1894年（明治27年）₋　日清戦争の際に銃器類の製作注文を多く受注。
- 1895年（明治28年）₋　東京府芝区田町三丁目に工場を新築移転。
- 1896年（明治29年）₋　3馬力半竪型陸用石油エンジンを製造。国産初の石油エンジン製作。
- 1897年（明治30年）₋　国内で初めて歯車の機械削成を実施
- 1899年（明治32年） - ボンサック（en:James Albert Bonsack）煙草巻き上げ機を国産化[4]
- 1901年（明治34年）₋　東京府芝区本芝入横町にレンガ造りの新工場を建設移転。
- 1905年（明治38年）₋　英式と米式の折衷型である池貝式標準旋盤を製作。
- 1906年（明治39年） - 煙草商で財を成した千葉松兵衛が出資し池貝家、千葉家による合資會社池貝鐵工所に改組。社長は池貝庄太郎、相談役に千葉松兵衛
- 1913年（大正2年） - 資本金50万円の株式會社池貝鐵工所に改組。、松兵衛の弟・千葉恒次郎が副社長に就任。取締役に池貝喜四郎、千葉松兵衛は監査役に就任。隣接する芝下町所在の450坪の土地を購入し工場を拡張[5]。
- 1920年（大正9年）₋　資本金600万円に増資。池貝喜四郎の発案で標準旋盤としてG型旋盤を製作。
- 1925年（大正14年）₋　プロファイル縮写削成機を製作。
- 1926年（大正15年)　₋　印刷輪転機の製作を開始し新聞社等へ高速度輪転機を製作納入。
- 1935年（昭和10年）₋　川口市に株式会社池貝鋳造所を設立し本社鋳物工場を同社に移転
- 1936年（昭和11年）₋　川崎市に自動車部工場を新設し翌年独立させ池貝自動車製造株式会社を設立
- 1938年（昭和13年）₋　日本鈑金工業株式会社と西村ラヂエータ―製作所を合併させ東京ラヂエーター製造株式会社設立
- 1943年（昭和18年） - 軍需工場として池貝鐵工所館山工場稼動（同工場は戦後分離独立して1947年に池貝館山製作所となり、その後館山製作所に改称、1956年には富士ディーゼルに改称して船舶や発電機関係のディーゼルエンジンの中堅トップメーカーとなったが、1990年に解散した）[6]
- 1949年（昭和24年）7月 - 企業再建整備法により、株式會社池貝鐵工所の現物出資による新会社として、同名の池貝鉄工株式会社として設立。
- 1984年（昭和59年）6月 - 経営不振となり、「再建の魔術師」と呼ばれた大山梅雄が社長に就任し再建を図る[7][8]。
- 1991年（平成3年）4月 - 株式会社池貝に改称。
- 2001年（平成13年）
  - 2月28日 - 東京地方裁判所に民事再生法の適用を申立。負債総額は271億円[9]。
  - 3月 - 民事再生法手続開始。
  - 3月17日 - 民事再生手続開始決定。
  - 6月1日 - 東京証券取引所、大阪証券取引所（現在は市場統合）から上場廃止。
  - 10月 - 再生計画認可決定。
- 2004年（平成16年） - 民事再生手続が終結。中国の上海電気集団総公司が75%の株式を取得、傘下となる。
- 2014年（平成26年）5月13日 - 台湾の友嘉実業集団の傘下となる。
- 2019年（平成31年）1月1日 - アキヤマインターナショナルを合併。

## 各所在地
| 拠点名                             | 住所                 |
| ---------------------------------- | -------------------- |
| 本社・ツクバ工場・サービスセンター | 茨城県行方市         |
| 東京支社                           | 東京都江東区         |
| 東京営業所・営業技術室             | 神奈川県横浜市鶴見区 |
| 名古屋営業所                       | 愛知県名古屋市中区   |
| 大阪営業所                         | 大阪府堺市南区       |
| 株式会社池貝ディーゼル             | 茨城県行方市         |
| 池貝金属株式会社                   | 埼玉県川口市         |
| 新日本工機株式会社                 | 大阪府堺市南区       |
| 池貝（上海）機械設備有限公司       | 中国上海市閔行区     |

出典：

## 関連する人物
- 池貝庄太郎 ‐　当社創業者
- 池貝喜四郎 ‐ 当社元取締役
- 早坂力 ‐ 当社元社長。日本工作機械工業会元会長
- 岡本覚三郎（公成） ‐ 当社勤務だった。後、岡本工作機械製作所創業
- 岡崎嘉平太 - 当社元社長。後に全日本空輸社長。
- 吉川文夫 - 鉄道研究家。当社勤務だった。2007年没。
- 石母田達 - 日本共産党衆議院議員。当社社員であった。